# Jörns landskommun
Jörns landskommun var en tidigare kommun i Västerbottens län. Centralort var Jörn och kommunkod 1952-1966 var 2416.

## Administrativ historik
Jörns landskommun inrättades den 1 januari 1863 i Jörns socken i Skellefteå tingslag i Västerbotten  när 1862 års kommunalförordningar trädde i kraft. Den 24 november 1923 inrättades Jörns municipalsamhälle inom kommunen.
Kommunreformen 1952 påverkade inte indelningarna i området, då varken Västerbottens eller Norrbottens län berördes av reformen. Den 31 december 1958 upplöstes Jörns municipalsamhälle.
Den 1 januari 1967 uppgick kommunen i Skellefteå stad. Sedan 1971 tillhör området den nya Skellefteå kommun.

### Kyrklig tillhörighet
I kyrkligt hänseende tillhörde kommunen Jörns församling.

## Kommunvapnet
Blasonering: I blått fält fem stockar av guld, ordnade 2, 1, 2 och stolpvis ställda.
Detta vapen fastställdes av Kungl. Maj:t den 3 november 1950. Se artikeln om Skellefteå kommunvapen för mer information.

## Geografi
Jörns landskommun omfattade den 1 januari 1952 en areal av 1 755,90 km², varav 1 695,30 km² land.

### Tätorter i kommunen 1960
I Jörns kommun fanns tätorten Jörn, som hade 1 432 invånare den 1 november 1960. Tätortsgraden i kommunen var då 29,8 procent.

## Politik

### Mandatfördelning i valen 1938-1962
|  | 12 | 3 | 4 | 10 |

| 29 |

|  | 14 | 2 | 2 | 3 | 8 |

| 28 |

| 2 | 13 |  | 3 | 8 | 3 |

| 28 |

| 18 | 3 | 6 | 3 |

| 29 |

| 18 | 3 | 5 | 4 |

| 29 |

| 17 | 4 | 5 | 4 |

| 29 |

|  | 17 | 5 | 5 | 2 |

| 29 |